# Sethus Calvisius
Sethus Calvisius (eredetileg Seth Kalwitz) (Gorsleben (Türingia), 1556. február 21. – Lipcse, 1615. november 24.) latinul író német zenetudós, zeneszerző, csillagász és matematikus.

## Élete
Zenei nevelését Frankenhausen és Magdeburg gimnáziumaiban kapta. Énekkarban való működéssel keresett annyit, hogy 1579-ben a helmstedti és lipcsei egyetemre mehetett mennyiségtant tanulni; Lipcsében a pálosok 1580-ban templomi zeneigazgatóvá tették. 1582-ben Schulpforta város, 1594-ben a lipcsei Tamás-iskola kántora lett. 1596-tól Harmonia cantionum ecclesia sticarum címmel megjelent énekeit a szólamok énekelhetősége és tiszta vezetése tünteti ki.

## Elméleti munkái
- Melopoeia, sivemelodie condenderatio (Erfurt, 1582-92);
- Exercitationes musice due (Lipcse, 1600; bőv. 1612);
- Compendium musice (1594, 1602, végül Mus. artisprecepta címmel Jéna, 1612).

## Nem zenei témájú írásai
- Opus Chronologicum (1605);
- Elenchus Calendarii Novi
- E. C. Gregoriani (1613);
- Thesaurus latini sermonis (1614);
- Enchiridion Lexici Latino-Germanici.